# Кривозерье (Мордовия)
Кривозерье — село, центр сельской администрации в Лямбирском районе. Население 893 чел. (2001), в основном татары.
Село расположено на реке Инсар, в 13 км от районного центра. Есть железнодорожная станция — 46 км.

## История
Название-гидроним. Из «Атемарской десятни 1669—1670 гг.» известно, что темниковские служилые татары, получив земельные дачи в Саранско-Атемарском уезда, проживали в с. Пензятка, Тавла, Белозерье. К этому времени относится и заселение Кривозерья. В «Списке населённых мест Пензенской губернии» (1869) Кривозерье — деревня казённая и владельческая из 132 дворов Саранского уезда. На базе бывшего колхоза им. Владимира Ильича в конце 1990-х гг. был создан СХПК «Кривозерский». В селе имеются средняя школа, магазин, мечеть. В Кривозерьевскую сельскую администрацию входят д. Суркино (388 чел.), Хаджи (151) и Шувалово (187 чел.).

## Религия
Мечети
- Мечеть

## Источник
- Энциклопедия Мордовия, Т. М. Котлова.